# Nerikes Allehanda
Nerikes Allehanda est un journal quotidien suédois fondé en 1843. La rédaction du journal est basée à Örebro.

## Historique
Nerikes Allehanda a été fondé en 1843 par le recteur Otto Joel Gumælius et le trésorier de la ville Svante Falk. Le premier numéro a été publié le 4 mars 1843, avec quatre pages, et la famille Gumælius a été le propriétaire majoritaire du journal jusqu'en 1933, date à laquelle il a été vendu à Claës Ljung. Nerikes Allehanda a atteint sa position de leader dans la Närke en achetant et en fusionnant avec Nerikes-Tidningen en 1944, ainsi qu'en achetant Bergslagsposten en 1943 et Motala Tidning en 1957.
Aujourd'hui, avec un tirage de 43 300 exemplaires (2015), le journal est lu par plus de 113 000 personnes par jour de publication, ce qui en fait le troisième plus grand journal rural de Suède.
La ligne politique de Nerikes Allehanda a toujours été libérale. Parmi les auteurs politiques du journal au cours des dernières décennies figurent Bert Theander, Anders Clason, Hans Bergström, Ingrid Fromell, Sigfrid Leijonhufvud, Åke Wredén, Olle Nilsson, Peter Götell, Ola Ström et Lars Ströman.
En 1975, la famille Ljung a décidé de vendre Nerikes Allehanda, Motala Tidning et Bergslagsposten. Les acheteurs étaient six grands journaux ruraux libéraux par l'intermédiaire de Liberala Tidningar KB. Les six journaux sont Eskilstuna-Kuriren, Falu-Kuriren, Gefle Dagblad, Göteborgs-Posten, Vestmanlands Läns Tidning et Örnsköldsviks Allehanda.
Au cours des décennies suivantes, les propriétaires de NA ont été consolidés. Gefle Dagblad a acheté Örnsköldsviks Allehanda et sa société mère a ensuite changé de nom pour devenir Mittmedia. Göteborgs-Posten appartenait à Stampen, qui a pris le contrôle de la société VLT. En 2007, VLT AB et Liberala Tidningar ont fusionné pour former Liberala Tidningar i Mellansverige AB, détenue par Stampen, Mittmedia et Eskiltuna-Kuriren.
Le 4 décembre 2005, Bergslagsposten, détenu par Nerikes Allehanda, est devenu une section locale pour la zone de distribution du nord-est.
Depuis le printemps 2015, le groupe de médias Mittmedia est le propriétaire majoritaire de Liberala Tidningar i Mellansverige AB.
En décembre 2012, il a été annoncé qu'en novembre 2013, la rédaction du journal déménagerait du Gamla Sparbankshuset (anciennement connu sous le nom de NA-borgen) sur Svartån au bâtiment SCB sur Klostergatan. Borgen est détenu par Husherren Fastigheter. Le 26 mai 2014, l'équipe de direction de V-TAB a décidé de fermer deux des imprimeries de journaux du groupe, dont celle d'Örebro qui imprimait Nerikes Allehanda. Dans la nuit du 8 juin 2015, la dernière édition de Nerikes Allehanda a été imprimée à l'imprimerie d'Örnsro, à Örebro. Cela a marqué la fin d'une ère de plus de 170 ans à Örebro, et depuis le 9 juin 2015, Nerikes Allehanda est imprimé à V-TAB à Västerås.